# Слободзейский район
Слободзе́йский райо́н (молд. Районул Слобозиа) — административно-территориальная единица непризнанной Приднестровской Молдавской Республики.
В 1998 году Слободзейский район вошел в состав района Каушаны (молд. Районул Каушень)

## Географическое положение
Слободзейский район расположен в южной части республики, по обоим берегам Днестра. Граничит на севере с Григориопольским районом ПМР, на западе с территорией государственной администрации г. Бендеры, Каушанским и Штефан-Водским районами Молдавии, на востоке — с Украиной. Территория, подчинённая государственной администрации г. Тирасполя, расположена в виде анклава в центральной части района.
Близость крупнейших городов Приднестровья — Тирасполя и Бендер является важным фактором, оказывающим благоприятное стимулирующее влияние на хозяйственный комплекс района и его демографическую структуру. Ряд сел района: Парканы, Терновка, Суклея, Ближний Хутор — составляют ближайшее окружение этих городов и вместе формируют Тираспольско-Бендерскую агломерацию.
Через территорию Слободзейского района проходит автомагистраль Одесса-Кишинёв, которая используется для осуществления экономических связей с районами Приднестровья, а также с соседними государствами.
Современное политико-географическое (и военно-стратегическое) положение района представляет особую важность для непризнанной республики. Слободзейский район — единственный имеющий участки территории на правобережье Днестра. Село Копанка, административно входящее в состав района, де-факто администрируется властями Республики Молдова.
Площадь района составляет 87 324 га (873,24 км²).

## Административное устройство
В соответствии с Законом ПМР «Об административно-территориальном устройстве ПМР» от 17 июля 2002 г. в состав Слободзейского района входят город Слободзея, посёлки городского типа Красное и Первомайск (в подчинении последнего находится ж/д станция Ливада), а также следующие города, сельские советы со включёнными в них населёнными пунктами:
- Административный центр района — город Слободзея;

- Днестровский (город Днестровск, город при Молдавской ГРЭС);

- Ближне-Хуторской (село Ближний Хутор);
- Владимировский (сёла Владимировка, Константиновка, Никольское);
- Глинойский (село Глиное);
- Карагашский (село Карагаш);
- Кицканский (сёла Кицканы, Загорное, Меренешты);
- Копанский (село Копанка);[3]
- Коротнянский (село Коротное);
- Незавертайловский (село Незавертайловка);
- Парканский (село Парканы);
- Суклейский (село Суклея);
- Терновский (село Терновка);
- Фрунзенский (сёла Фрунзе, Новокотовск, Новая Андрияшевка, Приозёрное, Старая Андрияшевка, Уютное, посёлок железнодорожной станции Новосавицкая);
- Чобручский (село Чобручи, посёлок железнодорожной станции 47 км).

### Главы госадминистрации
- Дилигул, Сергей (?—2012)
- Телевка, Виталий Дмитриевич (2012—2013)
- Петриман, Леонид Назарович (2014—?)[4]
- Тищенко, Василий Васильевич

## Природа
Территория района расположена в пределах юго-западного склона Восточно-Европейской платформы, так называемой Молдавской плиты в районе Причерноморской впадины. Рельеф представлен плоской равниной, слабонаклонённой с севера на юг. Рельеф территории можно подразделить на две части. Левобережная часть района расположена на Нижнеднестровской равнине, для которой характерны равнинный слабоволнистый рельеф с редкими балками. Площадь склоновых земель не превышает 12 %. Плоскостной смыв выражен слабо, овраги почти отсутствуют. Правобережная часть территорий района занимает неширокую полосу вдоль берега р. Днестр и включает в себя пойму реки.
Территория Слободзейского района расположена в умеренном поясе, что и определяет черты его климата — умеренно континентальный с мягкой и малоснежной зимой, продолжительным жарким летом и небольшим количеством осадков.
По территории района на протяжении 65 км протекает крупная река Днестр с рукавом Турунчук.
Почвы — важный из видов природных ресурсов, которыми располагает Слободзейский район. Распространены обыкновенные чернозёмы, незначительную площадь занимают чернозёмы карбонатные и южные. Чернозёмные почвы занимают площадь — 58,9 тыс. га.
Слободзейский район расположен в пределах Украинской степной провинции, которая заходит на территорию ПМР своим восточным краем в низовье Днестра. В прошлом преобладали ковыльно-разнотравные степи, но теперь они полностью распаханы. Юго-восток интересен тем, что хорошо развита пойма Днестра с богатыми наносными почвами, иногда с признаками заболоченности и небольшого засоления. Практически все земли в пойме реки и на её террасах освоены под посевы зерновых и овощей.
Леса в Слободзейском районе занимают 3699 га (на 1.01.2006 г.). Наиболее крупные массивы леса из дуба, ясеня, граба, клёна, липы, акации распространены вблизи сел Кицканы, Меренешты, п.г.т. Первомайск. Они не имеют промышленного значения и выполняют рекреационные, водоохранные, полезащитные, экологические и санитарно-гигиенические функции. С целью смягчения отрицательного влияния данного фактора в районе создано множество искусственных лесных полос, которые, наряду с экологическими, выполняют разнообразные защитные (полезащитные, дорожнозащитные) и рекреационные функции.

## История

### Территория района в древности
Первые люди на территории района появились ещё в каменном веке — 40—10 тыс. лет до н. э. Следы пребывания первобытных племён обнаружены в балке Колкатовой вблизи с. Ближний Хутор и в окрестностях села Новая Андрияшевка. Курганы бронзового века вскрыты в окрестностях сел Суклея, Парканы, Терновка, Глиное, Новокотовск. Здесь обнаружены артефакты усатовской, сабатиновской, белозерской культуры. В кургане у села Глиное Слободзейского района археологи обнаружили костные останки человека со следами хирургической операции. Возраст находки превышает 4 тысячи лет.
В начале 1 тыс. до н. э. на территории района наступает железный век. Здесь кочевали скотоводческие киммерийские (IX—VIII века до н. э.), а затем скифские (VII—IV века до н. э.) племена. Курганы и поселения киммерийцев и скифов обнаружены в окрестностях Слободзеи, Глиное, Чобручи, Никольское. Особенно больших успехов в скотоводстве, ремесле и военном деле достигла скифская держава. Раскопки скифских поселений в окрестностях Чобруч свидетельствуют о тесных связях их жителей с греческими колониями-полисами Тира и Никоний, расположенными в низовьях Днестра. В районе Чобруч сложился крупный аграрный, ремесленный и торговый центр на стыке кочевой и античной цивилизаций. Здесь находились речной порт и наиболее удобные броды через Днестр.
На рубеже тысячелетий, в эпоху расцвета Римской империи, на территорию района пришли сарматские племена. Сарматские памятники обнаружены близ сел Парканы, Коротного и города Слободзея. В III—IV веках территория района входила в состав остготской державы. Она погибла в результате гуннского нашествия. Через данную территорию проходит маршрут Великого переселения народов. На протяжении V века территория Слободзейского района была незаселена.

### Территория района в Средние века
В VI—IX вв. в Поднестровье вселяются восточно-славянские племена тиверцев и уличей, которые строят свои укреплённые городища, имеют достаточно развитое земледелие и скотоводство. Днестр становится важным рубежом между степной кочевой и лесостепной земледельческой культурой. Позднее через эту территорию с востока на запад кочевали авары, протоболгары, венгры, печенеги, половцы. Многочисленные следы пребывания последних открыты в окрестностях сел Парканы, Суклея, Терновка, Чобручи, Глиное.
На протяжении XI—XII вв. Поднестровье входит в состав сферы влияния Галицко-Волынского княжества.
В XIII—XIV вв. территория района входила в состав западных улусов Золотой Орды. Об этом свидетельствуют многочисленные погребения кочевой знати в восточной части района. Ордынцы контролировали важные переправы через Днестр в окрестностях современных Паркан.
В XIV—XV вв. территория района входит в состав Великого княжества Литовского и соседствует с набирающим силу Молдавским княжеством. Земли левобережного Нижнего Приднестровья в этот период имеют крайне низкую заселённость. Эта территория находится на пересечении важнейших торговых путей Северо-Западного Причерноморья — из Крыма в Молдавию и из Галиции и Подолии в Константинополь. Важным торговым пунктом на Днестре становится молдавское укреплённое таможенное поселение Тягин. В 1538 г. в Тягине османы строят каменную крепость. Правобережная часть территории района входит в состав Бендерской райи, а левобережные села попали под контроль Едисанского (Дубоссарского) каймакана, входящего в Крымское ханство. В днестровской долине возникают первые временные ногайские стойбища. Ногайцы занимаются кочевым овцеводством и коневодством. Турки и ногайцы грабят немногочисленное христианское население. Это препятствовало созданию сети постоянных земледельческих поселений в Нижнем Приднестровье.
В первой половине XVI в. появляются первые постоянные поселения на территории района — Кицканы, Копанка, Чобручи. В села, слободы и хутора расположенные в пойме Днестра активно вселяются молдаване, малороссы, старообрядцы.

### Слободзейщина в XVIII—XIX вв.
На протяжении восемнадцатого столетия, после неудачного Прутского похода Петра Великого в левобережное Приднестровье активно вселяются молдаване, венгры, поляки из Молдавского княжества. Уже тогда в ходе русско-турецкой войны 1735—1739 гг. Российская империя впервые рассматривает вопрос о присоединении междуречья Южного Буга и Днестра.
В период 1768—1774 гг. территория района стала ареной очередной русско-турецкой войны. Регион крайне разорён и обезлюдел в результате военных действий, набегов татар, эпидемий чумы и неурожайных лет. Он переходит под контроль каушанских ханов.
Во второй половине XVIII в. основаны села Парканы, Терновка, Незавертайловка, Суклея, Карагаш, Коротное, Слободзея. Первоначально это были небольшие поселения в несколько десятков дворов. Население занимается рыболовством, охотой, в меньшей степени земледелием и скотоводством. Здесь возникают первые христианские церкви на территории района.
В 1791 г. по Ясскому миру южная часть Приднестровья вошла в состав Российской империи. Наступает перелом в жизни региона. Южное Приднестровье переживает невиданный экономический и демографический подъем. В 1792 г. фельдмаршалом А. В. Суворовым и инженером Ф. де Волланом основаны крепость Средняя и город Тирасполь. Большинство населения крупных приднестровских сел на рубеже XVIII и XIX вв. составляли старообрядцы-некрасовцы. В этот период вдоль Днестра от Чёрного моря до села Терновка были основаны 25 казачьих станиц с хуторами. Главный стан (кош) Черноморского казачьего войска разместился в Слободзее. С конца XVIII в. начинается активная колонизация края. Сюда вселяются молдаване, русские крестьяне и казаки, немцы, болгары, армяне, греки, евреи, поляки, цыгане.
Главными землепользователями являются свободные крестьяне (общины) и колонии, в селе Кицканы — монастырь. Поэтому крестьянская реформа 1861 г. существенных изменений в характер землепользования в Нижнем Приднестровье не внесла. Но она подтолкнула развитие производительных сил и производственных отношений.
В этот период идёт активное освоение плодородных чернозёмных земель, развиваются садоводство, огородничество, зерновое хозяйство, виноградарство, скотоводство, рыболовство, ремесло и торговля. Аграрный бум сопровождается широким внедрением селекции, мелиорации, минеральных удобрений, сменных севооборотов, сельскохозяйственной техники. Однако поступательное развитие сельского хозяйства нарушается периодическими наводнениями, засухами и нашествиями саранчи. Несмотря на это растёт товарность аграрного производства.
Регион вовлекается в общероссийский рынок. Расцветает ярмарочная, базарная и лавочная торговля. Развивается пароходство по Днестру: от Незавертайловки до Паркан создаются речные пристани и многочисленные паромные переправы. Важным является торговый Бендерско-Вознесенский шлях. В 1868—1871 гг. строится железная дорога, связавшая Одесский порт с Бессарабией. На её строительство привлекались крестьяне из приднестровских сел.
Быстро растут крупные села Тираспольского уезда — Слободзея молдавская и Слободзея русская, Терновка, Парканы, Суклея, Кицканы, Копанка, Ближний Хутор, Карагаш, Чобручи, Глиное, Коротное, Незавертайловка. Большое значение в жизни населения сельской местности играет земство. Оно принимает участие в развитии системы народного образования, здравоохранения, судопроизводства, кустарных промыслов. В крупных сёлах создаются винокуренные, маслобойные, мукомольные, плодоперерабатывающие, шёлкомотальные, лесопильные, кирпичные предприятия.

### Район в начале XX века
В 1905—1907 годах сёла Слободзейщины были охвачены крестьянскими волнениями, вызванные незавершённостью аграрной реформы 1861 года.
С 1914 года район втягивается в события Первой мировой войны, затем в потрясения Февральской и Октябрьской революции 1917 года, затем Гражданской войны.
В начале 1918 года румынские войска предприняли попытку оккупировать левобережье, но к весне того же года по результатам Брестского мира территория Украины (в том числе и левобережное Приднестровье) была оккупирована австро-германскими войсками, затем военными формированиями Центральной Рады Украины и войсками белогвардейцев-деникинцев.
В 1919 году советская власть на территории Приднестровья была окончательно закреплена. Демаркационная линия между Советской Россией и оккупированной Румынией Бессарабией прошла по Днестру.
В этот период здесь происходят многочисленные румынско-советские конфликты. Победа советской власти сопровождается национализацией земель, раскулачиванием и коллективизацией. Тысячи зажиточных крестьян бегут в Бессарабию. При этом проходит процесс создания комитетов бедноты, ликвидация массовой безграмотности, электрификации и механизации сельскохозяйственного производства.
В 1921 и 1925 годы в сёлах Левобережья разразился жесточайший голод.

### Район в составе МАССР
В 1924 г. из состава Тираспольского уезда образован и выделен Слободзейский район. В 1924—1940 гг. он входит в состав Молдавской АССР (Украинской ССР), затем в состав Молдавской ССР. В этот период закладываются основы колхозной системы — создаются машинно-тракторные станции, агропромышленные предприятия (с 1931 г. консервный завод «Октябрь» в селе Глиное), мощные мелиоративные системы (Суклейская, Карагашская), укрупняются колхозы. Насильственная коллективизация привела к тому, что в 1932—1933 гг. села района были охвачены массовым голодом.

### Оккупация
С июня 1941 г. по апрель 1944 г. территория района находится под румынской оккупацией. Румынские власти включили левобережную часть района в состав жудеца Тираспол в рамках оккупационного образования — Транснистрия с центром в Антонеску (Одесса).
Оккупация Слободзейского района сопровождается массовыми репрессиями, насильственной румынизацией, разграблением сельского хозяйства, голодом, эпидемиями. Для эксплуатации сельского хозяйства района было создано румынское акционерное общество «Агри-кола». Численность населения района в результате военных действий и жестокого оккупационного режима сократилась почти вдвое.

### Развитие района в 50-80 гг. XX в.
На протяжении первых послевоенных пятилеток идёт восстановление экономики района, которое было прервано в конце 40-х гг. засухами и голодом. К середине 50-х гг. довоенные объёмы аграрного производства были превзойдены. Район становится одним из крупнейших производителей овощей и фруктов в республике, поставляемых как для переработки на местные предприятия, так и в свежем виде потребителям в крупнейших городах страны.
На протяжении 50-70-х гг. происходят важные административно-территориальные преобразования. В 1957 г. был образован рабочий посёлок консервщиков — Красное. 3 июня 1958 года район упразднён и его территории включена в состав Тираспольского района. В 1961 г. из территории района была выделена площадка под строительство Молдавской ГРЭС и поселка энергетиков — Днестровск, которые административно были переподчинены городскому Совету Тирасполя. В марте 1962 года в состав Тираспольского района переданы два села (Копанка и Кицканы) на правом берегу Днестра, которые позже вошли в состав Слободзейского района.
21 июня 1971 г. Тираспольский район был упразднён, а Слободзейский район — восстановлен. В район вошли все ранее принадлежавшие ему сельсоветы, а также Ближнехуторский, Владимировский, Кицканский, Копанский, Парканский, Суклейский, Терновский и Фрунзенский сельсоветы бывшего Тираспольского района. В следующем году сёла Молдавская и Русская Слободзея были объединены в посёлок городского типа Слободзея. В начале 80-х гг. на территории района насчитывалось 13 сельских Советов, которые включали 24 сельских населённых пункта. В районе проживало более 80 тыс. чел. По результатам переписи 1989 г. численность населения района превышала 110 тыс. чел.

### Район в составе ПМР
После Приднестровского конфликта Слободзейский район остался в составе непризнанной Приднестровской Молдавской Республики, территориально потеряв только правобережное село Копанка.
В 1990-е гг. население и хозяйство района переживают тяжёлые времена. Распад единого народнохозяйственного комплекса СССР, утрата прежних рынков сбыта сельскохозяйственной продукции, приднестровский вооружённый конфликт привели глубокому социально-экономическому кризису. Особенно тяжёлая ситуация сложилась в агропромышленном комплексе. Развалились колхозы, снизилась рентабельность и объёмы производства, уровень жизни населения, возникали перебои с обеспечением населения товарами широкого потребления. В середине 90-х гг. около ¾ сельскохозяйственных угодий не использовались по назначению, фактическая безработица достигла 42 % экономически активного населения, сокращалась рождаемость, росла смертность населения и отток населения на заработки за рубеж.
В последующие годы район сложно вживался в систему новых рыночных отношений. Выход из сложившейся кризисной ситуации наметился лишь в начале нового столетия. Началось создание эффективных сельскохозяйственных кооперативов «Агростиль», «Агростар», «Рустас», «Норд-Вест» и др. В настоящее время такие высокопроизводительные компании обрабатывают лишь 20 % сельскохозяйственных земель и привлекая наёмных рабочих по системе контрактации обеспечивают значимую часть агропромышленного производства района.
Изменилась отраслевая специализация производства. С развалом межколхозного сада «Память Ильичу» и потерей внешних рынков сбыта продукции, садоводство и овощеводство пришли в упадок. На смену им пришло зерновое хозяйство, технические и кормовые культуры, более востребованные на рынке. Перестроилась и система социально-бытовой инфраструктуры района.
В 2002 г. в результате административно-территориальной реформы административный центр района пгт Слободзея получает статус города.
Сегодня район ищет новые пути социально-экономического развития.

## Население
По данным государственной службы статистики ПМР население района на 1 января 2014 года составило 87 085 человек, в том числе городское —  20781 человек (из которых 14618 человек в г. Слободзея, 3553 человек в пос. Красное, 2610 человек в пос. Первомайск) и сельское —  66304 человек.
На 1 января 2019 года - население района - 82 303 человека (38,7 тыс.мужчин, 43,6 тыс.женщин), городское — 20 894.

### Национальный состав
Национальный состав (перепись 2004 года):
- молдаване — 39722 чел. (41,49 %)
- русские — 25436 чел. (26,57 %)
- украинцы — 20772 чел. (21,70 %)
- болгары — 7323 чел. (7,65 %)
- гагаузы — 512 чел. (0,53 %)
- немцы — 496 чел. (0,51 %)
- белорусы — 475 чел. (0,50 %)
- евреи — 35 чел. (0,04 %)
- другие — 969 чел. (1,01 %)
- Всего — 95742 чел. (100,00 %)

### Демография
Слободзейский район — самый большой по численности населения среди административных районов ПМР. По состоянию на 1 января 2007 г. его расчётная численность составила 93847 человек, что составляет более 17 % населения республики. Демографические потери района за последние годы оказались особенно существенными; с 1990 г. численность населения района сократилась на 22 тыс. чел. Динамика численности населения имеет устойчивые депопуляционные тенденции. Это определяется двумя главными демографическими тенденциями, характерными для всей республики, естественной и механической (миграционной) убылью населения. Но в отличие от демографической ситуации 90-х гг., сегодня определяющей является не миграционная, а естественная убыль населения. Однако за последние годы абсолютные масштабы негативных демографических процессов значительно сократились.
В миграционном движении населения района доминирует сельское население, на него приходится от ¾ до 4/5 всех мигрантов. Среди эмигрантов резко преобладают лица в трудоспособном и репродуктивном возрасте, что существенно ухудшает ситуацию не только на районном рынке труда, но приводит к деформации половозрастной структуры населения и сдерживанию динамики демографических процессов в районе. Среди причин эмиграции доминирует поиск возможностей трудоустройства. Кризисное состояние районообразующей отрасли экономики — сельского хозяйства обуславливает его иммиграционную непривлекательность.
Доля пенсионеров составляет в общей численности населения района составляет 19,5 %. В целом для района характерна тенденция «старения» населения. Так в начале 2007 г. численность пенсионеров превысила численность занятого населения района в 2 раза (22732 к 11524 чел.). Это крайне негативно сказывается на размерах и качестве трудовых ресурсов, структуре занятости, увеличивает социальную нагрузку пенсионных расходов на бюджет района.
Слободзейский район относится к типично аграрным — в сельском хозяйстве занято более 29 % всех занятых. Однако следует учитывать огромное социальное значение сельского хозяйства для населения района — ¾ экономически активного населения (в том числе подростки и пенсионеры) в той или иной степени вовлечены в аграрное производство, переработку и реализацию его продукции. Почти 24 % занятых приходится на систему образования, более 11 % занято в промышленном производстве.
Соотношение долей крупнейших этносов района на протяжении последних 15-20 лет остаётся почти неизменным. Согласно переписи населения 2004 г. в этническом составе населения района молдаване составляют более 41 %, русские — около 27 %, украинцы — почти 22 %, болгар — менее 8 %. Для размещения этносов по населённым пунктам района характерны следующие особенности. Для крупных сел долины Днестра (Терновка, Карагаш, Чобручи, Глиное, Коротное, Незавертайловка) характерно преобладание молдаван, для пригородных сел Тирасполя (Суклея, Кицканы, Ближний Хутор), а также для сел восточной части района (Владимировка, Фрунзе, Новая и Старая Андрияшевка и др.) и посёлков Первомайск и Красное характерно преобладание русско-украинского населения. В селе Парканы доминируют болгары. В городе Слободзея (посёлок городского типа в период 1972—2002 гг.) образовавшемся в результате слияния С. Молдавской и С. Русской соотношение русского и молдавского населения приблизительно равное.
Основная масса населения района исповедует православие. Сельские и городские приходы района входят в состав Тираспольско-Дубоссарской епархии Молдавской метрополии Московского патриархата Русской Православной Церкви. В селе Кицканы расположен крупный культовый центр Приднестровья и Молдавии — Ново-Нямецкий монастырь. Помимо православия в районе имеются общины других конфессий — баптизм, адвентизм, иеговизм и другие направления протестантизма. Социологические опросы населения показывают, что значительная часть населения являются атеистами или так называемыми «формально верующими».

### Система расселения
Слободзейский район относится к слабоурбанизированным территориям — в городских населенных пунктах проживает менее ¼ всего населения, что отражает аграрную специализацию его хозяйства. При этом в Слободзейском районе проживает более 40 % сельских жителей Приднестровья и всего 6 % городского населения Приднестровской Молдавской республики.
Система расселения района включает 25 населенных пунктов, из них 3 городских (город Слободзея, поселки Первомайск и Красное). Административно-территориальная реформа ПМР 2002 г. установила в пределах территории района 12 сельских советов и придала поселку городского типа Слободзее статус города. Крупнейшие населенные пункты района расположены в долине Днестра и «нанизаны» на автотрассу Тирасполь-Днестровск, а также концентрируются в пригородной зоне Тирасполя. В соответствии с принятой в урбанистике классификацией Слободзея относится к малым городам. Она вместе с поселками Первомайск и Красное, а также с самостоятельными административно-территориальными единицами городами Тирасполь, Бендеры и Днестровск образуют каркас районной системы расселения. На этот каркас опирается система сельского расселения. Сельское расселение района представлено преимущественно крупными и крупнейшими селами с людностью соответственно от 1 до 5 и от 5 до 10 и более тыс. чел. Эти села образуют сельские агломерации — например, центры сельсоветов Владимировка и Фрунзе, для сел расположенных в пойме Днестра в качестве такого центра выступает бывшее село Слободзея. На востоке района и на правом берегу Днестра расположены мелкие села, людность которых составляет менее 500 жителей. К ним относятся Константиновка, Никольское, Приозерное, Новая и Старая Андрияшевки, Новокотовск, Уютное, Меренешты, Загорное. Они возникли как хутора (выселки) более крупных сел района для освоения периферийных сельскохозяйственных угодий. Средняя людность сельских поселений района составляет 3,3 тыс. жителей (2004 г.)

## Экономика
Сельскохозяйственные угодия района составляют 71 161 га. В районе функционируют 703 предприятия и организации различной формы собственности, в том числе 290 обществ с ограниченной ответственностью, 70 государственных и 45 бюджетных предприятий, 17 колхозов и сельскохозяйственных кооперативов.
Уникальным производителем овощей в закрытом грунте является Владимировский тепличный комбинат, СООО "ПродЭко", располагающее комплексом теплиц общей площадью 6 га и производительностью до 1500 тонн овощей в год.

## Социальный сектор
В районе 68 культурно-просветительских учреждений, в том числе 20 Домов культуры, 5 детских музыкальных школ, 41 библиотека, 4 музея, 4 спортивные школы, 1 художественная школа; 35 школ и детских садов.